# Roenik
Roenik är en svensk musikgrupp bildad 1999 i Göteborg av barndomsvännerna Niels Nankler (sång, gitarr) och Joel Hammad Magnusson (bas). Jonas Lundberg (gitarr), Jonas Wållberg (keyboards) och Christian Titus (trummor) slöt upp under gymnasietiden. Senare kom John London att ersätta Joel som bandets basist.
Första egna releasen, EP:n "Unique", innehöll singeln "We could have been" som höll 19:e platsen på Hitlistan under två veckor i februari 2006.  Kort därefter reste bandet till London för att påbörja inspelningarna av deras fullängdsdebut med producent och tekniker Yoad Nevo.